# 李彦温
李彦温（?—?），五代十国楚国的将领，京兆府富平县（今陕西省富平县曹村镇尚书村）人。
李彦温在楚国官至指挥第二都头兼都虞候、银青光禄大夫、检校刑部尚书兼御史大夫、上柱国。乾祐三年（950年），马希萼对抗弟弟楚王马希广，十一月马希广派遣刘彦召令水军指挥使许可琼率战舰五百艘屯驻城北渡口，任命马希崇为监军，派马军指挥使李彦温带领骑兵屯驻驼口，扼守湘阴之路。十二月十一日，许可琼带领手下投降马希萼，长沙沦陷。李彦温望见城中起火，从驼口领兵来救援，马希萼的部众在长沙城作战抵抗。李彦温攻打清泰门，没有攻克，与刘彦各领千余人护送马希范和马希广的儿子们赶赴袁州，投奔南唐。